# 古代航海史
古代航海史是指地理大发现之前的海事史。  史前時代已有獨木舟。古代人已懂得乘船旅行並且在沿海捕鱼。  南岛民族坐船來到印度洋和太平洋的岛屿，並且在當地定居 。两千年前，不同文明之间已經開展海上贸易。後來海上丝绸之路出現。